# James Rossiter
Pour les articles homonymes, voir Rossiter.
James Rossiter, né le 25 août 1983 à Oxford, est un pilote automobile anglais. Longtemps lié à Honda en Formule 1 en tant que pilote essayeur, il participe désormais au championnat Super GT tout en étant pilote essayeur pour Sahara Force India en Championnat du monde de Formule 1.

## Biographie
James Rossiter  a débuté la compétition à l'âge de 14 ans, par le karting. En 2002, après un test sur une Formule Audi Palmer, il passe à la monoplace dans le championnat britannique de Formule Renault. Sa première saison dans la discipline est mitigée mais est suivie d'une belle campagne hivernale puisqu'il termine 4e du championnat Winter Series avec deux victoires. Sa deuxième saison en Formule Renault, chez Fortec Motorsport, se solde par une 3e place finale, derrière Lewis Hamilton et Alex Lloyd.
En 2004, Rossiter accède au championnat britannique de Formule 3, toujours au sein de l'écurie Fortec Motorsport. Avec 3 victoires et la 3e place du championnat (derrière Nelsinho Piquet et Adam Carroll), il s'affirme comme le meilleur débutant de la saison. En fin d'année, il est intégré au programme de jeunes pilotes de l'écurie BAR-Honda.
L'année suivante, au lieu de redoubler en F3 britannique, il préfère disputer le relevé championnat de Formule 3 Euro Series au sein de l'écurie française Signature-Plus. Son prometteur début de saison, marqué notamment par un succès à Hockenheim, fait de lui un des favoris pour le titre mais au fil de l'année, il dégringole dans la hiérarchie et termine le championnat à une décevante 7e place. Parallèlement, BAR continue de lui accorder sa confiance puisqu'il est promu en cours d'année pilote essayeur.
En 2006, toujours pilote essayeur en Formule 1 (chez Honda, qui a racheté BAR), Rossiter participe également au championnat de World Series by Renault, qu'il achève à une lointaine 13e place. Sans programme sportif en 2007, il se concentre sur son activité de pilote essayeur, d'abord chez Honda, puis chez Super Aguri F1 (l'écurie sœur du constructeur japonais) qu'il rejoint au mois de mai. Fin 2007, on le retrouve alternativement chez Super Aguri et Honda, les deux écuries partageant le même programme d'essais hivernaux en prévision de la saison 2008. 
Sans volant par suite de la disparition de Super Aguri en mai 2008, il fait rebondir sa carrière en intégrant durant l'été l'écurie Andretti Green Racing (qui fait courir un prototype Acura, une filiale de Honda) dans le championnat American Le Mans Series aux côtés de Franck Montagny.
En 2013 il participe au championnat Super GT avec l'écurie Lexus Team Petronas TOM'S.

## Carrière
- 2002 : Championnat britannique de Formule Renault - Championnat britannique de Formule Renault Winter Series, 4e
- 2003 :  Championnat britannique de Formule Renault, 3e
- 2004 : Championnat de Grande-Bretagne de Formule 3, 3e
- 2005 : Formule 3 Euroseries, 7e - Formule 1, pilote d'essai BAR-Honda
- 2006 : World Series by Renault, 13e - Formule 1, pilote d'essai Honda Racing F1 Team
- 2007 : Formule 1, pilote d'essai Honda Racing F1 Team et Super Aguri F1
- 2008 : ALMS chez Andretti Green Racing
- 2013 : Super GT chez Lexus Team Petronas TOM'S